# 118P/Шумейкеров — Леви
Комета Шумейкеров — Леви 4 (118P/Shoemaker-Levy) — короткопериодическая комета из семейства Юпитера, которая была обнаружена 9 февраля 1991 года американскими астрономами Кэролин и Юджином Шумейкерами, а также Дэвидом Леви с помощью 0,46-м телескопа системы Шмидта Паломарской обсерватории. На момент открытия комета находилась в созвездии Девы и была описана как диффузный объект 17,0 m звёздной величины с небольшим хвостом, протянувшимся на запад. Комета обладает довольно коротким периодом обращения вокруг Солнца — чуть более 6,4 года.

Орбита кометы Шумейкеров — Леви 4 и её положение в Солнечной системе

Первая параболическая орбита была рассчитана 13 февраля Дэниэлом Э. Грином и определяла дату перигелия 8 октября 1990 года. К 26 февраля, когда накопилось достаточно наблюдений, британский астроном Брайан Марсден рассчитал эллиптическую орбиту кометы, согласно которой комета прошла перигелий 19 июля 1990 года и имела период обращения 6,53 года. Поскольку комета была открыта спустя почти семь месяцев после прохода перигелия, её яркость постепенно падала и после 19 апреля 1991 года она исчезла окончательно. 
Комета была восстановлена 22 июня 1995 года американским астрономом Джеймсом Скотти с помощью 0,91-метровом телескопа обсерватории Китт-Пик в виде звёздоподобного объекта магнитудой 21,9 m. Текущие позиции кометы указывали, что прогноз требовал корректировки всего на 0,6 суток. Это возвращение оказалось довольно благоприятным, так что с ноября 1996 года по март 1997 года максимальная магнитуда кометы превышала 13,0 m.

## Сближения с планетами
Несмотря на то, что комета пересекает орбиту Юпитера, в течение XX и XXI веков комета лишь дважды[уточнить] должна подойти к этой планете на расстоянии менее 1 а. е., что свидетельствует об устойчивости её орбиты. 
- 0,66 а. е. от Юпитера 26 апреля 1949 года;
- 0,66 а. е. от Юпитера 26 июля 2020 года;
- 0,82 а. е. от Юпитера 14 января 2032 года.